# Eduardo Madero
Eduardo Madero (ur. 6 maja 1833 w Buenos Aires, zm. 31 maja 1894 w Genui) – argentyński przedsiębiorca, polityk i historyk. 
Był członkiem Izbie Deputowanych (od 1874 do 1878), prezesem giełdy i Banku Prowincji Buenos Aires. W 1875 wynegocjował dla Argentyny korzystną pożyczkę w Wielkiej Brytanii. Zainicjował i kierował budową najstarszego portu Buenos Aires, który na jego cześć wraz z dzielnicą, w której się znajduje, nosi nazwę Puerto Madero. Trzeci z kolei, wzorowany na porcie londyńskim projekt angielskiego inżyniera Johna Hawkshawa w 1881 uzyskał aprobatę prezydenta Argentyny Julio Argentino Roca. Autorem konkurencyjnego planu był Luis Augusto Huergo. Wcześniej Madero próbował doprowadzić do realizacji inwestycji w 1861 i 1869. Port nie był przygotowany na coraz szybszy wzrost parametrów jednostek pływających, więc już w 1898 konieczna była budowa nowego, położonego bardziej na północ.
Napisał książkę Historia del puerto de Buenos Aires (Historia portu w Buenos Aires). Za jego życia przy wsparciu byłego prezydenta Bartolomé Mitre została w 1892 wydana jej pierwsza część poświęcona odkryciu La Platy i powstaniu nad nią pierwszych miast.